# Kasteel Rimburg
Kasteel Rimburg is een 12e-eeuws kasteel gelegen net buiten het gelijknamige Nederlandse kerkdorp Rimburg, op het grondgebied van de Duitse gemeente Übach-Palenberg. Het bevindt zich in eenzelfde situatie als enkele andere Limburgse kastelen zoals Neercanne en de ruïne van Kasteel Millen, die na het trekken van nieuwe grenzen van de respectievelijke dorpen aan de voet van hun muren gescheiden werden.
Het kasteel werd in de 12e eeuw, voorzien van een donjon, gebouwd. Het werd in de loop van zijn bestaan meerdere keren verwoest en kreeg zijn huidige uiterlijk pas aan het einde van de 19e en het begin van de 20e eeuw. In die jaren kreeg het kasteel in opdracht van de adellijke familie von Brauchitsch zijn neobarokke façade en werd de enig overgebleven hoektoren verhoogd en van een knobbelspits voorzien. De donjon werd omgebouwd tot trappenhuis, maar steekt nog altijd boven het hoofdgebouw uit met zijn relatief lage mansardedak. Van de buitenste vestinggordel om het kasteel is een 13e-eeuwse toren op het kasteeleiland binnen de grachten aanwezig.
In 1953 kreeg de Nederlandse verkennersgroep St. Hubertus van de Katholieke Verkenners uit Eygelshoven een hoektoren en een deel van het landgoed om niet in gebruik van de kasteelheer.
Tussen 1949 en 1963 was het kasteel met omgeving geannexeerd door Nederland.
Het kasteel is particulier bezit en is niet voor het publiek toegankelijk.
Bij het kasteel hoorde ook de Rimburgermolen.

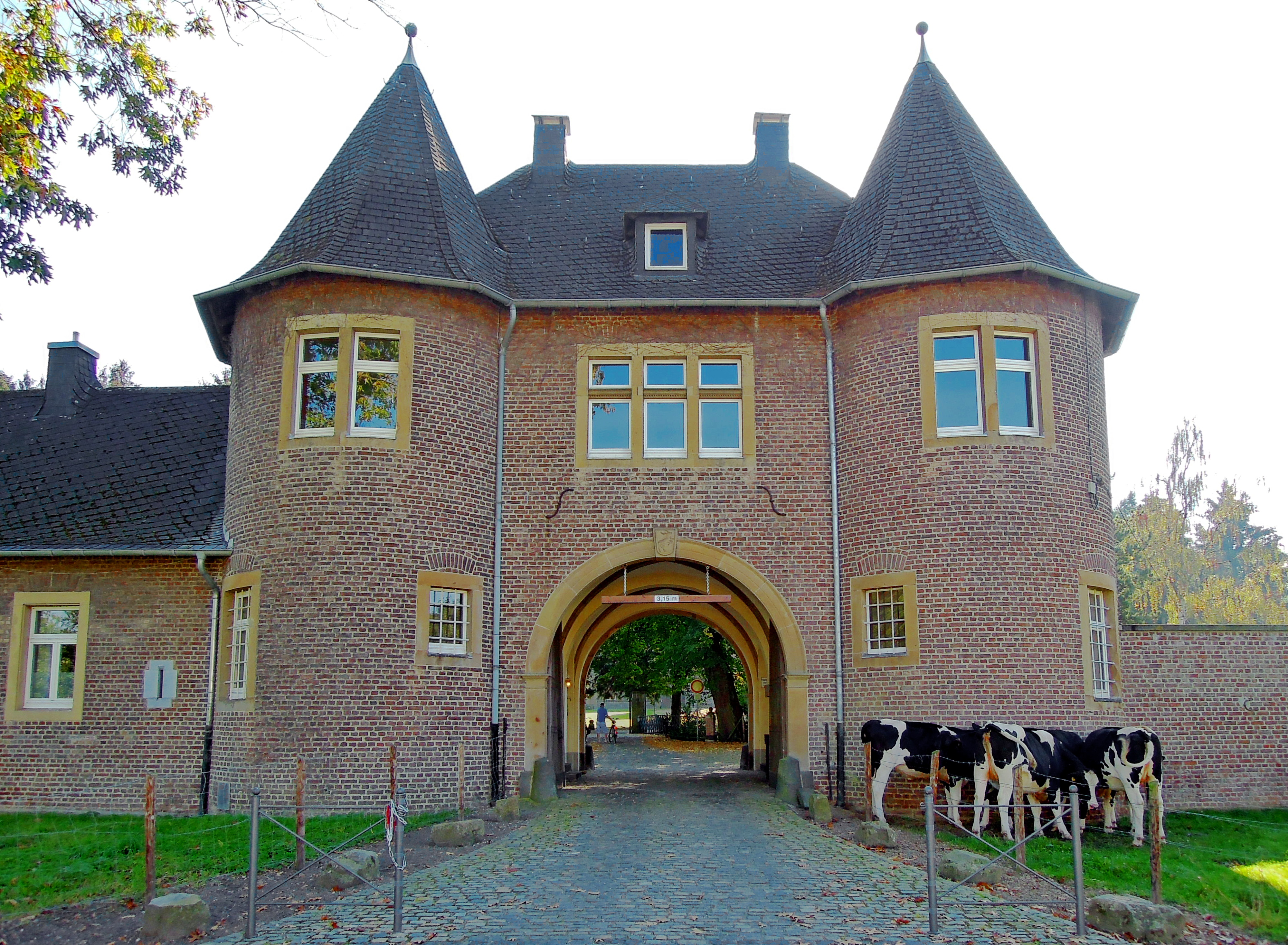
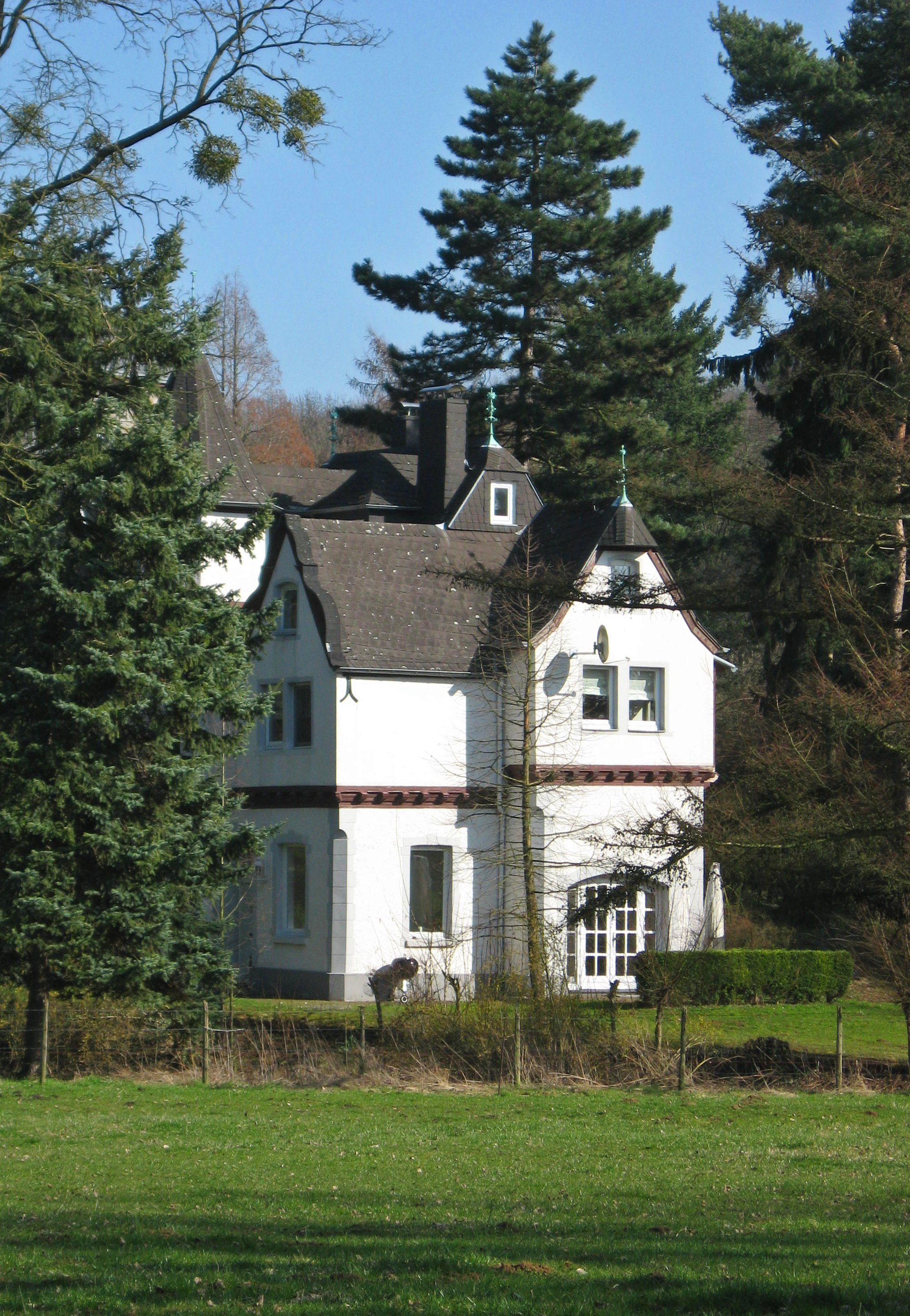